# La Chaume (Côte-d'Or)
Pour les articles homonymes, voir La Chaume.
La Chaume est une commune française située dans le canton de Châtillon-sur-Seine du département de la Côte-d'Or en région Bourgogne-Franche-Comté.

## Géographie

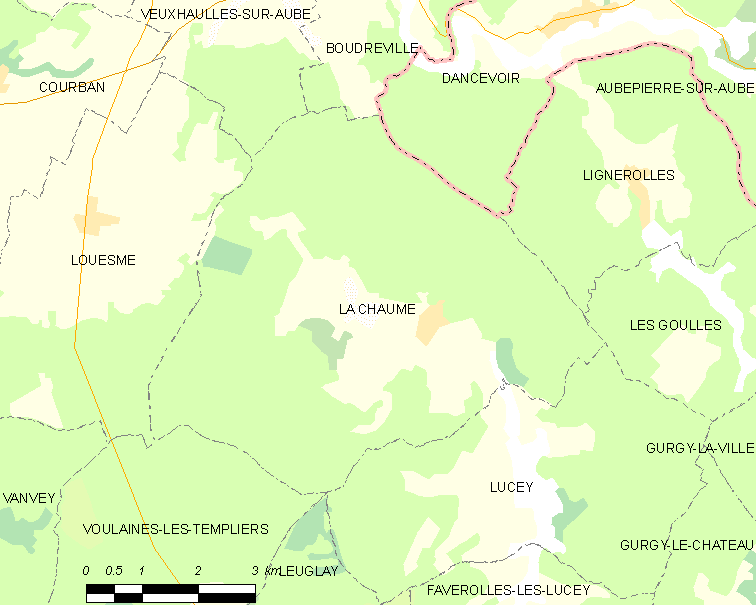

La Chaume s'étend sur plus de 33 km2 à une altitude comprise entre 257 et 376 mètres. Il est irrigué par le Coupe Charme qui se perd à 3 km en aval pour ressurgir au trou du Bougeon, 800 mètres plus loin. La commune fait partie du parc national des forêts.

### Climat
Pour des articles plus généraux, voir Climat de la Bourgogne-Franche-Comté et Climat de la Côte-d'Or.
En 2010, le climat de la commune est de type climat des marges montargnardes, selon une étude du Centre national de la recherche scientifique s'appuyant sur une série de données couvrant la période 1971-2000. En 2020, Météo-France publie une typologie des climats de la France métropolitaine dans laquelle la commune est exposée à un climat océanique altéré et est dans la région climatique  Lorraine, plateau de Langres, Morvan, caractérisée par un hiver rude (1,5 °C), des vents modérés et des brouillards fréquents en automne et hiver. 
Pour la période 1971-2000, la température annuelle moyenne est de 10,1 °C, avec une amplitude thermique annuelle de 16,6 °C. Le cumul annuel moyen de précipitations est de 939 mm, avec 13 jours de précipitations en janvier et 8,9 jours en juillet. Pour la période 1991-2020, la température moyenne annuelle observée sur la station météorologique de Météo-France la plus proche, « Bure Les Templiers_sapc », sur la commune de Bure-les-Templiers à 16 km à vol d'oiseau, est de 10,7 °C et le cumul annuel moyen de précipitations est de 898,2 mm,. Pour l'avenir, les paramètres climatiques de la commune estimés pour 2050 selon différents scénarios d'émission de gaz à effet de serre sont consultables sur un site dédié publié par Météo-France en novembre 2022.

## Urbanisme

### Typologie
Au 1er janvier 2024, La Chaume est catégorisée commune rurale à habitat dispersé, selon la nouvelle grille communale de densité à 7 niveaux définie par l'Insee en 2022.
Elle est située hors unité urbaine. Par ailleurs la commune fait partie de l'aire d'attraction de Châtillon-sur-Seine, dont elle est une commune de la couronne,. Cette aire, qui regroupe 60 communes, est catégorisée dans les aires de moins de 50 000 habitants,.

### Occupation des sols
L'occupation des sols de la commune, telle qu'elle ressort de la base de données européenne d’occupation biophysique des sols Corine Land Cover (CLC), est marquée par l'importance des forêts et milieux semi-naturels (80,6 % en 2018), une proportion identique à celle de 1990 (80,6 %). La répartition détaillée en 2018 est la suivante : 
forêts (80,6 %), terres arables (17,5 %), zones agricoles hétérogènes (0,9 %), zones urbanisées (0,8 %), prairies (0,2 %). L'évolution de l’occupation des sols de la commune et de ses infrastructures peut être observée sur les différentes représentations cartographiques du territoire : la carte de Cassini (XVIIIe siècle), la carte d'état-major (1820-1866) et les cartes ou photos aériennes de l'IGN pour la période actuelle (1950 à aujourd'hui).

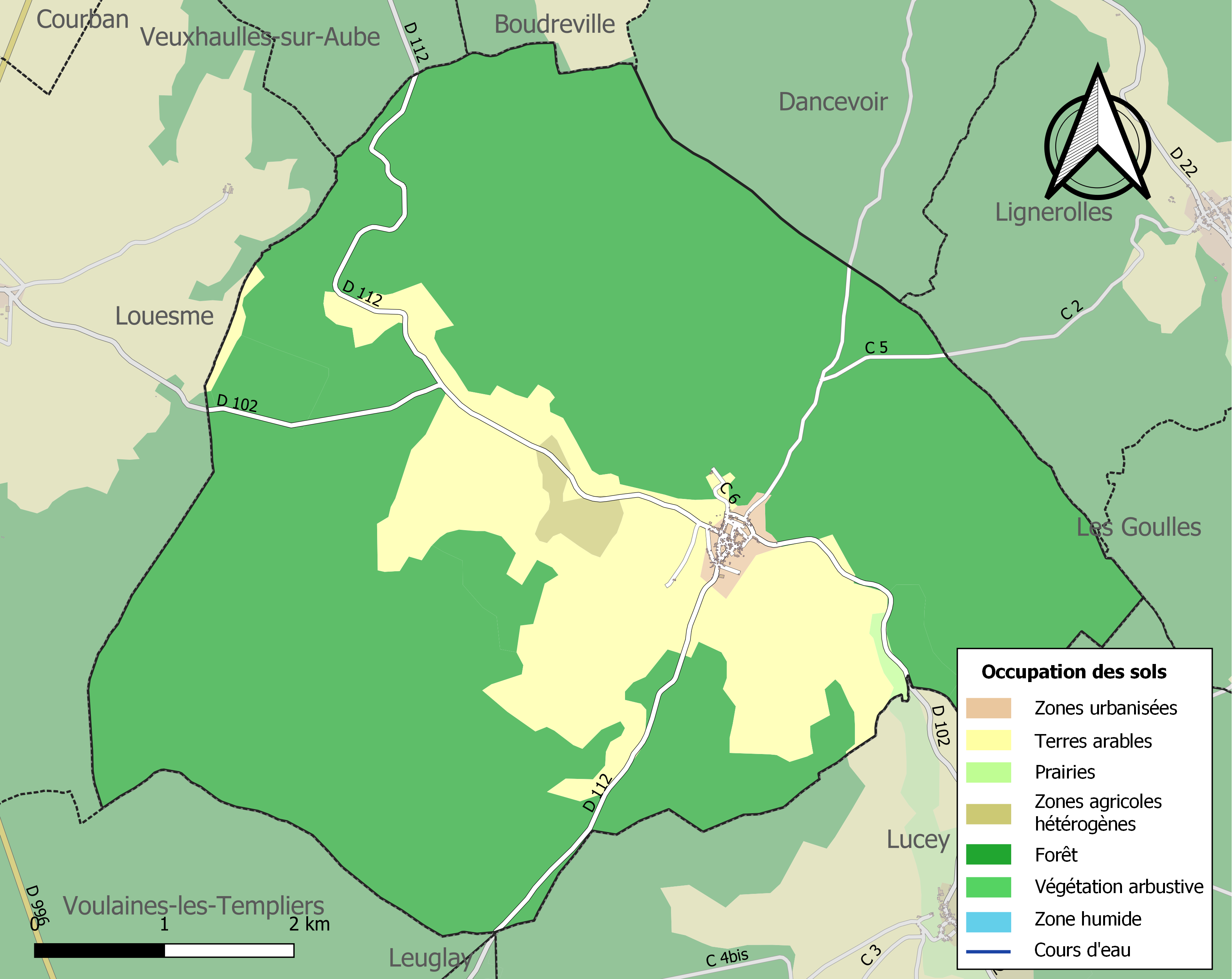
Carte des infrastructures et de l'occupation des sols de la commune en 2018 (CLC).

## Toponymie
Issu du bas latin calma « friche, lande ».

## Histoire

### Moyen Âge
La Chaume est alors situé en Champagne et dépend du diocèse de Langres. Le château et les murs d'enceinte ont disparu.

### Époque moderne
La Chaume était un site d'extraction du minerai de fer et de nombreux puits sont toujours visibles dans la forêt domaniale.

## Politique et administration
| Période                                  | Période   | Identité          | Étiquette | Qualité                 |
| ---------------------------------------- | --------- | ----------------- | --------- | ----------------------- |
| juin 2020                                | en cours  | Bruno Manzoni     |           |                         |
| mars 2008                                | Juin 2020 | Claudette Damotte |           |                         |
| mars 2001                                | mars 2008 | Bernard Voizeux   |           |                         |
| avant 1951                               | ?         | Eugène Thévenot   | CR        | Propriétaire exploitant |
| 1896                                     | 1904      | Auguste Hirardot  |           |                         |
| Les données manquantes sont à compléter. |           |                   |           |                         |

## Démographie
L'évolution du nombre d'habitants est connue à travers les recensements de la population effectués dans la commune depuis 1793. Pour les communes de moins de 10 000 habitants, une enquête de recensement portant sur toute la population est réalisée tous les cinq ans, les populations de référence des années intermédiaires étant quant à elles estimées par interpolation ou extrapolation. Pour la commune, le premier recensement exhaustif entrant dans le cadre du nouveau dispositif a été réalisé en 2005.

En 2022, la commune comptait 97 habitants, en évolution de −5,83 % par rapport à 2016 (Côte-d'Or : +0,82 %, France hors Mayotte : +2,11 %).
| 1793 | 1800 | 1806 | 1821 | 1831 | 1836 | 1841 | 1846 | 1851 |
| ---- | ---- | ---- | ---- | ---- | ---- | ---- | ---- | ---- |
| 387  | 377  | 356  | 366  | 442  | 442  | 404  | 436  | 466  |

| 1856 | 1861 | 1866 | 1872 | 1876 | 1881 | 1886 | 1891 | 1896 |
| ---- | ---- | ---- | ---- | ---- | ---- | ---- | ---- | ---- |
| 394  | 409  | 429  | 411  | 390  | 391  | 339  | 316  | 301  |

| 1901 | 1906 | 1911 | 1921 | 1926 | 1931 | 1936 | 1946 | 1954 |
| ---- | ---- | ---- | ---- | ---- | ---- | ---- | ---- | ---- |
| 310  | 290  | 283  | 253  | 247  | 227  | 215  | 225  | 211  |

| 1962 | 1968 | 1975 | 1982 | 1990 | 1999 | 2005 | 2006 | 2010 |
| ---- | ---- | ---- | ---- | ---- | ---- | ---- | ---- | ---- |
| 182  | 135  | 140  | 132  | 135  | 136  | 129  | 128  | 116  |

| 2015 | 2020 | 2022 | - | - | - | - | - | - |
| ---- | ---- | ---- | - | - | - | - | - | - |
| 105  | 98   | 97   | - | - | - | - | - | - |

## Culture locale et patrimoine

### Lieux et monuments
- La place de la mairie
- L'église de l'Assomption date du XIIIe siècle. Restaurée en 1850 elle est inscrite depuis 1950 à l'inventaire des Monuments historiques  Inscrit MH (1950)[18]. Outre une importante statuaire des XVIe siècle et XVIIe siècle, elle renferme une statue de saint Jean-l'Evangéliste et deux lutrins en bois sculpté du XVIIe siècle classés aux Monuments historiques[19].

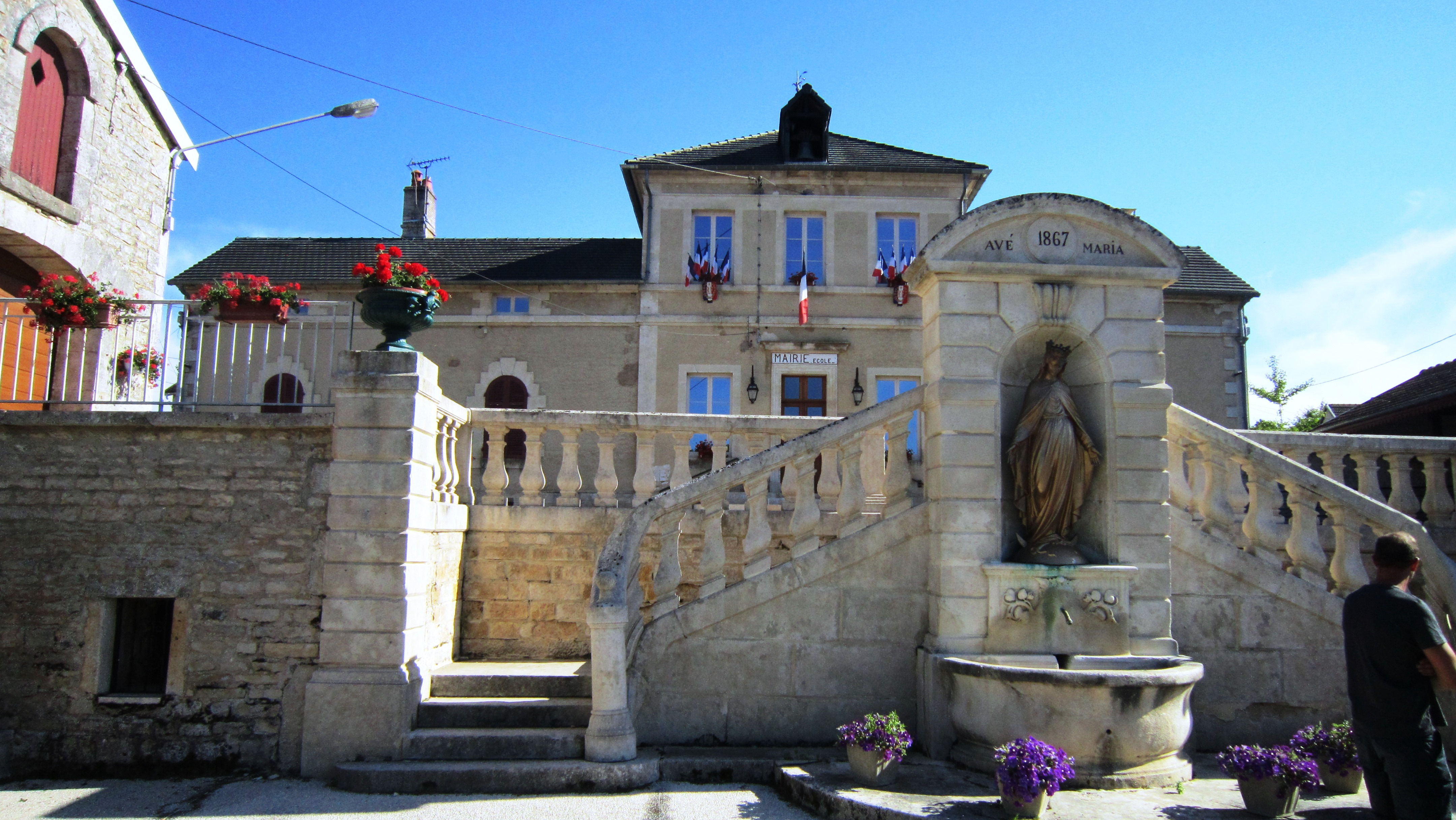
La mairie
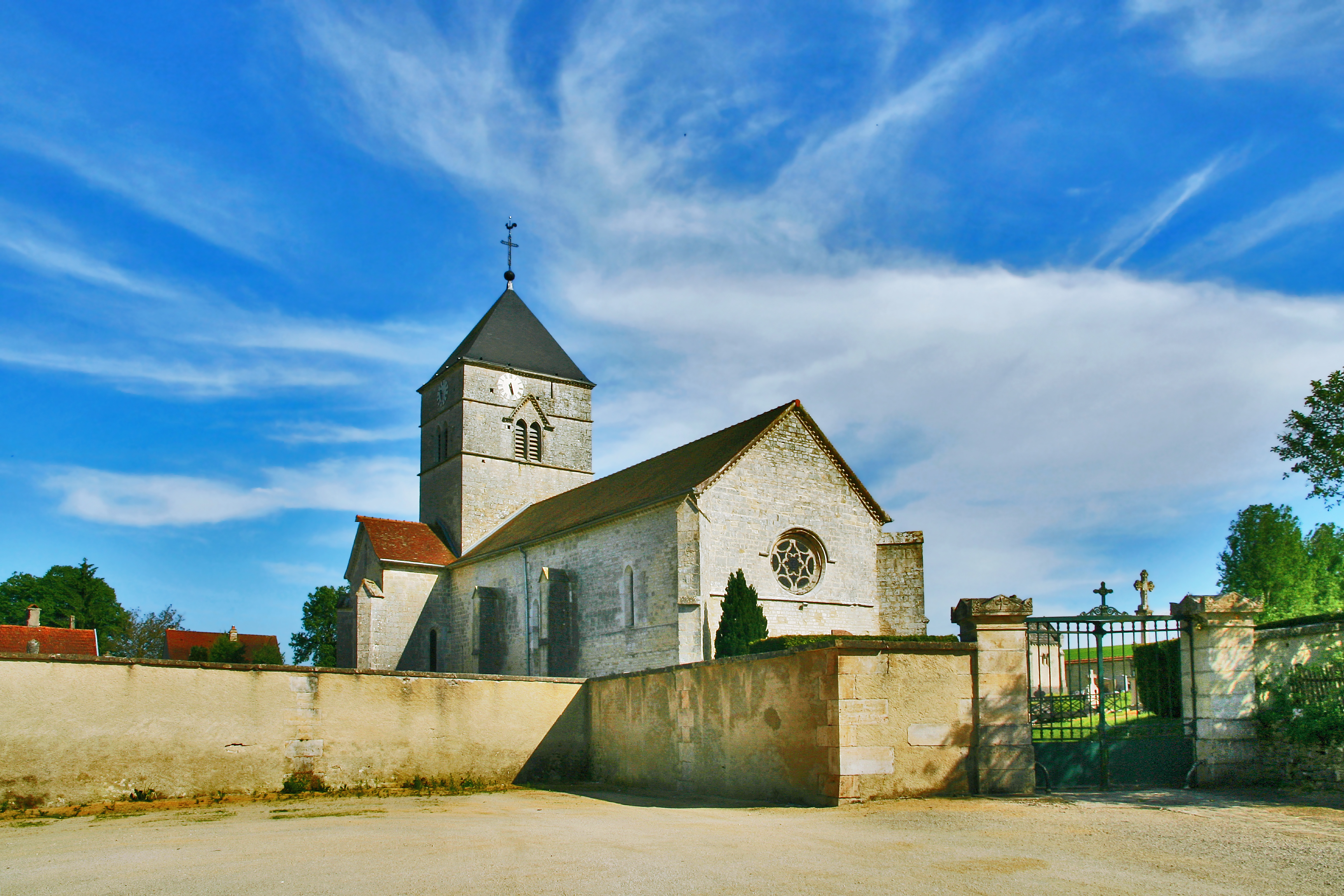
L'enclos paroissial
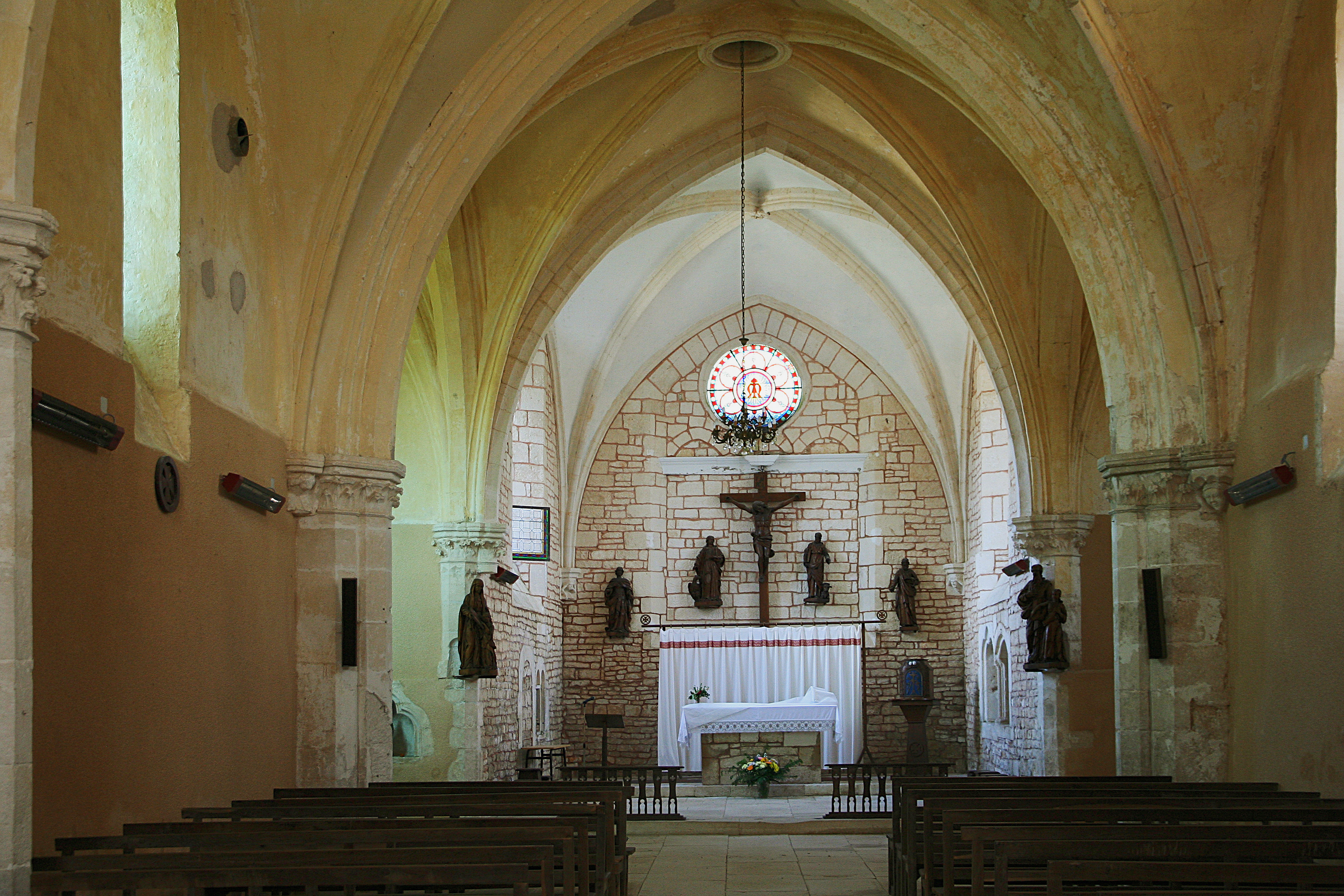
La nef de l'église

### Personnalités liées à la commune
- Joseph-Nicolas de Champeaux, député du clergé aux États-Généraux de 1789.